# Indywidualny Puchar Europy 85 cm³ w miniżużlu
Indywidualny Puchar Europy 85 cm³ w miniżużlu (ang. European 85cc Youth Speedway Racing Cup) – międzynarodowe rozgrywki miniżużlowe dla zawodników od 10. do 15. roku życia w kategorii pojemnościowej 85 cm³ (do 2013 roku – 80 cm³).

## Medaliści
| Rok    | Miejsce     | Złoto                 | Srebro             | Brąz                   | Źr.    |
| ------ | ----------- | --------------------- | ------------------ | ---------------------- | ------ |
| 80 cm³ |             |                       |                    |                        |        |
| 2003   | Wawrów      | Klaus Jakobsen        | Patrick Hougaard   | Nicki Barrett          | [ 1 ]  |
| 2004   | Elgane      | Robin Bergqvist       | Niklas Larsson     | René Bach              | [ 2 ]  |
| 2005   | Rybnik      | Michael Jepsen Jensen | René Bach          | Patrick Tarp           | [ 3 ]  |
| 2006   | Goričan     | Michael Jepsen Jensen | Steffen Andersen   | René Bach              | [ 4 ]  |
| 2007   | Rybnik      | Michael Jepsen Jensen | Anders Mellgren    | Mikkel Michelsen       | [ 5 ]  |
| 2008   | Częstochowa | Michael Jepsen Jensen | Mikkel Michelsen   | Mikkel Bech            | [ 6 ]  |
| 2009   | Vissenbjerg | Kenni Nissen          | Mikkel Bech        | Mikkel Michelsen       | [ 7 ]  |
| 2010   | Elgane      | Kenni Nissen          | Fredrik Engman     | Jesper Scharff         | [ 8 ]  |
| 2011   | Holsted     | Jason Jørgensen       | Sam Jensen         | Glenn Moi              | [ 9 ]  |
| 2012   | Częstochowa | Frederik Jakobsen     | Andreas Lyager     | Jason Jørgensen        | [ 10 ] |
| 2013   | Elgane      | Jason Jørgensen       | Frederik Jakobsen  | Sam Jensen             | [ 11 ] |
| 85 cm³ |             |                       |                    |                        |        |
| 2014   | Skærbæk     | Kasper Andersen       | Christian Thaysen  | Mads Hansen            | [ 12 ] |
| 2015   | Rybnik      | Christian Thaysen     | Jonas Seifert-Salk | Matias Nielsen         | [ 13 ] |
| 2016   | Vissenbjerg | Benjamin Basso        | Esben Hjerrild     | Jonas Knudsen          | [ 14 ] |
| 2017   | Vetlanda    | Marcus Birkemose      | Mathias Pollestad  | Philip Hellström-Bängs | [ 15 ] |
| 2018   | Skærbæk     | Mathias Pollestad     | Norick Blödorn     | Jesper Knudsen         | [ 16 ] |
| 2019   | Güstrow     | Norick Blödorn        | Chris Wænnerstrøm  | Bastian Pedersen       | [ 17 ] |
| 2020   | Gdańsk      | Mikkel Andersen       | Villads Nagel      | Hannah Grunwald        | [ 18 ] |
| 2021   | Vissenbjerg | Mikkel Andersen       | Dimitri Buch       | Andreas Olsen          | [ 19 ] |
| 2022   | Randers     | Villads Pedersen      | Jacob Jensen       | Janek Konzack          | [ 20 ] |
| 2023   | Rybnik      | Jacob Bølcho          | Phillip Ekfeldt    | Villads Pedersen       | [ 21 ] |
| 2024   | Slangerup   | Elias Jamil           | Niklas Bager       | Tyler Haupt            | [ 22 ] |